# 10 Pułk Huzarów (austro-węgierski)

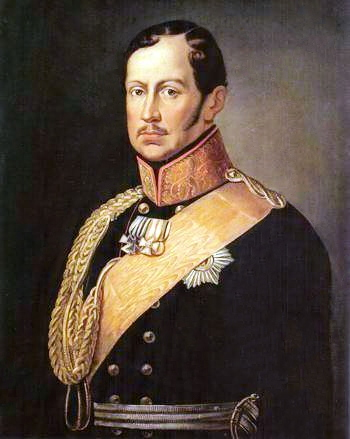
Szef pułku Fryderyk Wilhelm III

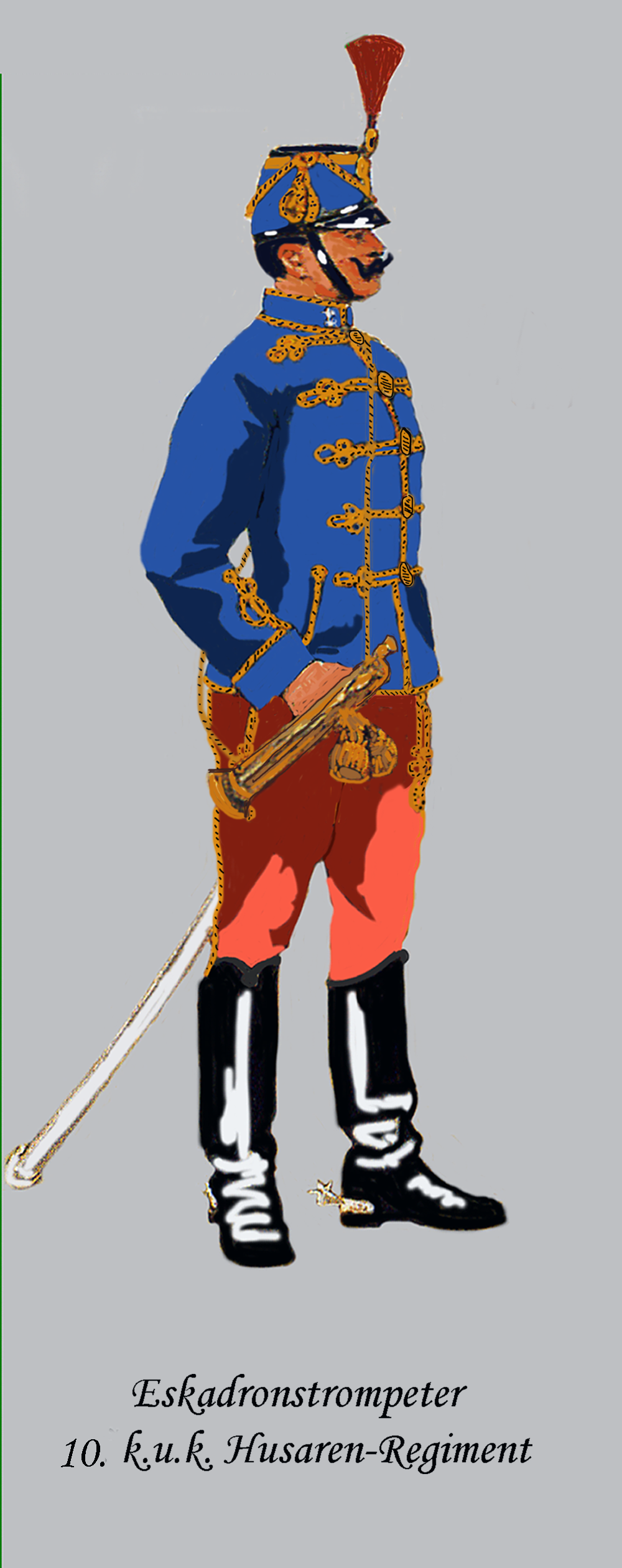
Trębacz szwadronu HR. 10

Pułk Huzarów Fryderyka Wilhelma III Króla Pruskiego Nr 10 – pułk kawalerii cesarskiej i królewskiej Armii.
Pełna nazwa niemiecka: Husarenregiment Friedrich Wilhelm III. König von Preuβen Nr 10.
Data utworzenia: 1741 rok.
Szef pułku: król pruski Fryderyk Wilhelm III Pruski.
Żołnierze nosili attylę jasnoniebieską, a guzy do pętlic („oliwki”) były złote; czako –  jasnnoniebieskie.

## Skład etatowy
Dowództwo
Służby pomocnicze:
- pluton pionierów
- patrol telegraficzny
- służba zapasowa

2 × dywizjon
- 3 × szwadron po 117 dragonów

Pełny etat: 37 oficerów i 874 podoficerów i żołnierzy.

## Dyslokacja w 1914 roku
Garnizon Budapeszt.

## Przydział w 1914 roku
IV Korpus, 4 Brygada Kawalerii.